# Acanthochitona kimberi
Acanthochitona kimberi is een keverslakkensoort uit de familie van de Acanthochitonidae. De wetenschappelijke naam van de soort is voor het eerst geldig gepubliceerd in 1912 door Torr.